# Nova Olinda do Norte
Nova Olinda do Norte – miasto i gmina w Brazylii, w stanie Amazonas. Znajduje się w mezoregionie Centro Amazonense i mikroregionie Itacoatiara.